# École de la Cité
L'École de la Cité était un établissement d'enseignement supérieur privé à but non lucratif français créée par Luc Besson en 2012 et dissoute suite à des difficultés financières en 2023. Reconnu d'intérêt général, il forme gratuitement et sans condition de diplôme, des élèves âgés de 18 à 25 ans, aux métiers de scénariste et réalisateur. Elle est l'une des trois écoles françaises avec La Fémis et le CEEA à délivrer un diplôme de scénariste certifié par l'État.
Situé au sein de la Cité du Cinéma, à Saint-Denis, dans le département de la Seine-Saint-Denis, l’établissement dispense un enseignement pratique et professionnel, à des jeunes talents qui, faute de soutien financier, de connaissance du milieu ou de sensibilisation aux exigences académiques usuelles, n’accèdent pas aux filières existantes.

## Histoire
Luc Besson crée l’École de la Cité en 2012. Il en est le président. Il fait appel à sa collaboratrice Isabelle Agid (déjà vice-présidente de l’association Luc Besson,, fondée en 2006, en faveur des jeunes et de la banlieue) qui est la cofondatrice et la vice-présidente de l’école.
L'école est née avec l'aide de mécènes cofondateurs, sociétés de productions télévisuelles et cinématographiques telles que Gaumont, Pathé, TF1, M6, Canal Plus, et des sociétés partenaires du secteur telles que Transpalux, BNP Paribas, Kering, Next Shot, Digital Factory.
En 2018, l'École de la Cité connait des difficultés financières.
L'école suspend ses activités en 2023.

## Formation
La formation, qui se déroule sur un cursus de 2 ans, a pour objectif de permettre à tous les étudiants d’accéder à des emplois dès l’obtention de leur diplôme dans le cinéma, la télévision, le Web, la création de courts et longs métrages, fictions, séries, documentaires, films publicitaires etc..
L'école délivre un diplôme certifié de « Scénariste » de niveau 7 (master) reconnue par l’État, inscrite au RNCP. Avec La Fémis et le Conservatoire européen d'écriture audiovisuelle, elle est l'une des trois écoles en France à délivrer un titre de « Scénariste » reconnu par l'État.
L'école propose deux formations sur deux ans : auteur-scénariste ou réalisateur. L'enseignement y est pratique, en contact avec les professionnels présents dans les studios de la Cité du cinéma, qui disposent de neuf plateaux de tournage et d'ateliers techniques en vis-à-vis.[réf. nécessaire]

## Concours
Le processus d’admission s’effectue via un concours d’entrée composé de trois épreuves, sur les critères de la motivation et de la créativité.

## Statut
Association à but non lucratif reconnue d'intérêt général, l'école a pour philosophie de former des jeunes talents créatifs et motivés, désireux d’apprendre les métiers de scénariste et de réalisateur. Elle accueille 120 étudiants venus de tous univers et de tous les horizons sociaux.

## Les promotions d’élèves
Chaque promotion bénéficie d'un parrainage d'une personnalité de renom, qui les accompagne durant toute la durée du cursus,
- Promotion Luc Besson (2012-2014)
- Promotion Dominique Farrugia (2013-2015)
- Promotion Alain Chabat (2014-2016)
- Promotion Xavier Giannoli (2015-2017)
- Promotion Patrice Leconte (2016-2018)
- Promotion Jan Kounen (2017-2019)
- Promotion Luc Besson 2 (2019-2021)

## Palmarès
- Willy 1er, premier long métrage créé par des étudiants de l'École de la Cité, a reçu plusieurs distinctions, dont le Prix d'Ornano-Valenti lors de la 42e édition du Festival du cinéma américain de Deauville[18]